# Slovenska izseljenska književnost
Slovenska izseljenska (zdomska, migrantska) književnost obsega literarna dela  slovenskih izseljencev, ki so napisana v slovenskem jeziku. Je ožji pojem od književnosti slovenskih izseljencev, ki zajema tudi njihova literarna dela v drugih jezikih.
Izseljenska literatura (ang. Migrant literature, nem. Emigrantenliteratur) je del tudi drugih nacionalnih kultur in književnosti.

## Izseljevanje Slovencev skozi zgodovino
Razen nekaterih jezuitskih misijonarjev slovenskega rodu, ki so delovali na drugih kontinentih že v 2. pol. 17. stoletja, so se Slovenci začeli v večjem številu izseljevati v prekomorske dežele v 1. pol. 18. stoletja. Največji val izseljevanja Slovencev (v ZDA, Brazilijo, Argentino, Mehiko itd.) je potekal od sredine 19. stoletja do prve svetovne vojne. Za obdobje po drugi svetovni vojni so značilni trije pomembnejši izseljenski valovi iz Slovenije: v prvem valu (1945) gre za slovensko politično emigracijo (SPE) oz. za politične begunce, ki so prva leta po vojni živeli v Evropi, nato so se večinoma izselili v prekomorske države (Argentina, Kanada, Avstralija); v šestdesetih letih 20. stoletja je sledil drugi val, ko se je v dežele zahodne Evrope zaradi ugodnih ekonomskih razmer izseljevala množica delavcev na začasnem delu v tujini; tretji val predstavlja t. i. »beg možganov« oz. odhajanje strokovnjakov v tujino.
V novih domovinah so se Slovenci združevali v podeželske, mestne ali regionalne skupnosti po verskem, političnem, kulturnem principu.

## Do 1945
Literarno delo slovenskih izseljencev se začenja z najstarejšimi misijonskimi pismi v latinščini in nemščini, objavljenimi v letih 1642–1849 v različnih glasilih v Augsburgu, Gradcu in Dunaju; v slovenščini od leta 1833 dalje, od 1841 predvsem v Zgodnji danici (Franc Pirc, Friderik Baraga, Ignacij Mrak, Oton Škola, Lovrenc Lavtižar, Jakob Trobec, Jožef Buh, Peter Jeram itd.) Pojavljajo se potopisi, avtobiografije, biografije (Trobec), verskopoučna dela (Baraga), poezija (Pirc, Janez Čebulj). Zapiske o prepotovanih ozemljih je objavljal misijonar in raziskovalec Ignacij Knoblehar.

### Severna Amerika
S prihodom prvega množičnega vala slovenskih priseljencev v ZDA se je na prelomu iz 19. v 20. stoletja oblikovala močna slovenska skupnost, ki je potrebovala svojo kulturo in tiskano besedo. Začeli so ustanavljati slovenska društva, pevske zbore in gledališke skupine. Leta 1891 je v Chicagu začel izhajati prvi slovenski izseljenski časopis Amerikanski Slovenec. Sledili so novi časopisi (Prosveta, Ameriška domovina, Glas naroda, Enakopravnost), revije (Cankarjev glasnik) in letne publikacije (Slovensko-ameriški koledar, Ameriški družinski koledar, Ave Maria koledar). Proza, poezija in dramatika so se po vsebini razvejale v različne smeri (socialnokritična, proletarska, mladinska itd.). Predvojni izseljenski avtorji v ZDA so Jože Grdina, Ivan Jontez, Jurij Matej Trunk (Amerika in Amerikanci, 1912; Spomini, 1950), Kazimir Zakrajšek, Ivan Molek (Dva svetova, 1933; Veliko mravljišče, 1934; Sesuti stolp, 1935), Zvonko Novak, Andrej Kobal, Anna Krasna-Praček (Med dvema domovinama, 1978), Janko Rogelj, Etbin Kristan (urednik Proletarca, Ameriškega družinskega koledarja, Cankarjevega glasnika – pisali so predvsem prozo, nekateri tudi dramska in pesniška dela, ter pesnika Ivan Zorman in Jack Tomšič.
Prva generacija predvojnih izseljencev v ZDA, ki so pisali v angleščini: Louis Adamič (Dynamite, 1931; The Native's Return, 1934) in Paul Laric (Larič), druga generacija: Mary Jugg Molek, Frank Mlakar in Rose Mary Prosen.

### Evropa
V zahodni Evropi je med obema vojnama izhajalo več projugoslovanskih, katoliških in komunističnih glasil; leposlovne prispevke sta objavljala mesečnika Naš zvon (1925–1927) iz Nemčije in Rafael (1931–1935) iz Nizozemske (od 1935 združen z ljubljanskim Izseljenskim vestnikom v Izseljenski vestnik Rafael). Med predvojne ustvarjalce v zahodni Evropi spadata pesnik in umetnostni zgodovinar Vojeslav Molè, ki je živel v Krakovu, ter pripovednik, pesnik in literarni zgodovinar Janko Lavrin (Združeno kraljestvo).

### Južna Amerika
Največ leposlovnih prispevkov je izšlo v Slovenskem tedniku, Duhovnem življenju, Novem listu in v Njivi. Tu so objavljali pesnik in pisatelj David Fortunat Doktorič iz Urugvaja, Ivan (Jan) Kacin iz Argentine, pesnik in pisatelj Bogomil Trampuž Bratina iz Ekvadorja ter pisatelj Gvidon Jug, avtor prve slovenske knjige, ki je izšla v Argentini (Izseljenec, 1931).

## Po 1945

### Evropa
Med tistimi, ki so se – neposredno iz domovine ali po bivanju v taboriščih – umaknili v evropsko zdomstvo, so Vinko Beličič, Stanko Janežič in Franc Jeza, ki so ustvarjali v Trstu, Vladimir Truhlar in Rafko Vodeb, ki sta delovala v Rimu, Metod Turnšek, ki se je leta 1956 preselil iz Trsta na Koroško, in Dimitrij Oton Jeruc, ki se je po več evropskih postajah ustalil v Belgiji. V začetku petdesetih let se je izselil v Nemčijo pripovednik Igor Šentjurc, ki je objavil v nemščini več romanov. V slovenskem in nemškem jeziku pišejo Venčeslav Šprager v Nemčiji; pesnica Tea Rovšek-Witzemann, pesnica in pisateljica Milena Merlak Detela in njen mož Lev Detela (Blodnjak, 1964, Jantarska zveza, 1998) na Dunaju; pisateljica, pesnica in novinarka Maruša Krese v Berlinu.

### Južna Amerika
Tisti, ki so se – večinoma po taboriščnem obdobju – preselili v Argentino in druge južnoameriške dežele, so po prihodu ustanovili svoje osrednje periodične publikacije, ki danes predstavljajo pomemben vir pri literarnozgodovinskih raziskavah. Med osrednjimi publikacijami sta Zbornik – Koledar Svobodne Slovenije (ustanovljen 1949) in revija Meddobje, ki je začela izhajati kmalu po ustanovitvi Slovenske kulturne akcije (SKA) leta 1954 v Buenos Airesu. Med argentinsko-slovenske pesnike sodijo Tine Debeljak (tudi pisatelj, prevajalec, urednik in literarni zgodovinar), Vinko Žitnik, Vinko Rode, Tine Debeljak ml. in Tone Rode. Med dramatiki izstopata Joža Vombergar in Marjan Willenpart, med pripovedniki Stanko Kociper, Franc Sodja, Lojze Ilija (Huda pravda, 1971) iz Venezuele, Tone Brulc, Ivan Korošec (1924), Mirko Kunčič, Pavle Šimac (Na divjih rekah Bolivije, 1984) iz Bolivije, Vojko Arko, osrednji predstavnik planinske literature (Zgodbe z Nahuel Huapija, 1975), ter povratnik Zorko Simčič (Človek na obeh straneh stene, 1957).

### Severna Amerika
Od tistih, ki so se po drugi svetovni vojni priselili v ZDA, sta med pripovedniki v ospredju Karel Mauser (Kaplan Klemen, 1965; Ljudje pod bičem, 1. del 1963, 2. del 1964, 3. del 1966) in Frank Bükvič (Brezdomci, 1948; Vojna in revolucija, 1983). V poeziji priznavajo vodilno mesto Mileni Šoukal (Pesmi, 1969).
Izseljenski ustvarjalci v Kanadi so pisatelj in slikar Ted Kramolc, Irma Marinčič Ožbalt, Ivan Dolenc, Cvetka Kocjančič in pesnik Zdravko Jelinčič (Pesmi I, 1979; Pesmi II, 1981; Pesmi III, 1984), ki je objavil več kot tristo pesmi.

### Avstralija
Leta 1952 je bil ustanovljen časopis Misli, v katerem so, sprva predvsem duhovniki, objavljali kratko prozo, večinoma po zgledu mohorjank. Sledil je časopis Vestnik z občasno kratko prozo ljubezenske vsebine in s čustvenimi opisi odhoda izseljencev iz domovine. Kot prva slovenska knjiga v Avstraliji je izšla pesniška zbirka Bronasti tolkač Berta Pribca leta 1962. Leta 1979 je bil ustanovljen Avstralski Slovenec, v katerem sta začela objavljati Jože Žohar in Danijela Hliš. Na pobudo pesnice in urednice Pavle Gruden so leta 1982 ustanovili literarno revijo Svobodni razgovori, ki je nekaj let pozneje postala glasilo Slovensko-avstralskega literarno-umetniškega krožka (SALUK). Tu sta se omenjenim pesnikom pridružila Cilka Žagar in Peter Košak. Vsi so svoje delo predstavili v samostojnih pesniških zbirkah.

### Azija in Afrika
Na teh območjih ni obsežnih slovenskih skupnosti, od tam se oglašajo predvsem posamezni misijonarji, največ v revijah Katoliški misijoni, Duhovno življenje in Misijonska obzorja. Z literarnoestetskega vidika izstopata jezuitska misijonarja Jože Cukale (Indija) in Vladimir Kos (Japonska).

## Dosedanje študije o slovenski izseljenski književnosti
- Tine Debeljak: Panorama slovenskih leposlovnih ustvarjalcev v emigraciji (1955)(COBISS); Trideset let zdomske emigracijske književnosti 1945–1975 (1973–75) (COBISS)
- Jože Pogačnik: Slovensko zamejsko in zdomsko slovstvo (1972) (COBISS)
- Edward G. Gobetz in Adele Donchenko (ur.): Anthology of Slovenian American Literature (1977) (COBISS)
- France Papež in Tine Debeljak (ur.): Antologija slovenskega zdomskega pesništva (1980) (COBISS)
- Jerneja Petrič: Svetovi Louisa Adamiča: Ob tridesetletnici smrti (1981) (COBISS)
- Jerneja Petrič (ur.): Naši na tujih tleh: Antologija književnosti Slovencev v Severni Ameriki (1982) (COBISS)
- France Adamič: Spomini in pričevanja o življenju in delu Louisa Adamiča (1983) (COBISS)
- Marjan Pertot: Bibliografija slovenskega tiska v Argentini 1945–1987: I. del –  knjige (1987), Bibliografija slovenskega tiska v Argentini 1945–1990: II. del –  časopisje (1991) (COBISS)
- Ciril Bergles (ur.): To drevo na tujem raste: Antologija slovenske zdomske poezije zadnjih štirideset let (1990) (COBISS)
- Zora Tavčar, Helga Glušič in Martin Jevnikar (ur.): Pod južnim križem: Antologija emigrantske proze 1945–1991 (1992) (COBISS)
- Taras Kermauner: Slovenski čudež v Argentini. Knj. 1: Predstavitev SPE (1992) (COBISS), Slovenski čudež v Argentini. Knj. 2: Krščanska tragedija (1992) (COBISS), Slovenski čudež v Argentini. Knj. 3: Srečanja in portreti (1992)  (COBISS)

Leta 1999 je izšla sintetična monografija Slovenska izseljenska književnost, ki obsega tri zvezke: 1. Evropa, Avstralija, Azija, 2. Severna Amerika, 3. Južna Amerika. Delo je rezultat štiriletne raziskave, ki jo je v okviru raziskovalnega projekta Inštituta za slovensko izseljenstvo ZRC SAZU  opravila skupina šestnajstih avtorjev (Helga Glušič, Taras Kermauner, Janez Stanonik, Martin Jevnikar, Jerneja Petrič, Lev Detela idr.), med katerimi je bila odgovorna nosilka projekta in glavna urednica publikacije Janja Žitnik. Pregled Slovenska izseljenska književnost je zabeležil, da je izseljenskih piscev, ki so objavljali svoje pesmi in kratko prozo predvsem v izseljenski periodiki, približno tristo; precej jih je ostalo nezabeleženih zaradi anonimnega objavljanja v dvajsetih in tridesetih letih 20. stoletja. Slovenskih zdomskih pripovednikov, pesnikov in dramatikov, ki so svoje delo objavljali v samostojnih knjižnih izdajah, je nekaj več kot sto.